# 蜂窩餅

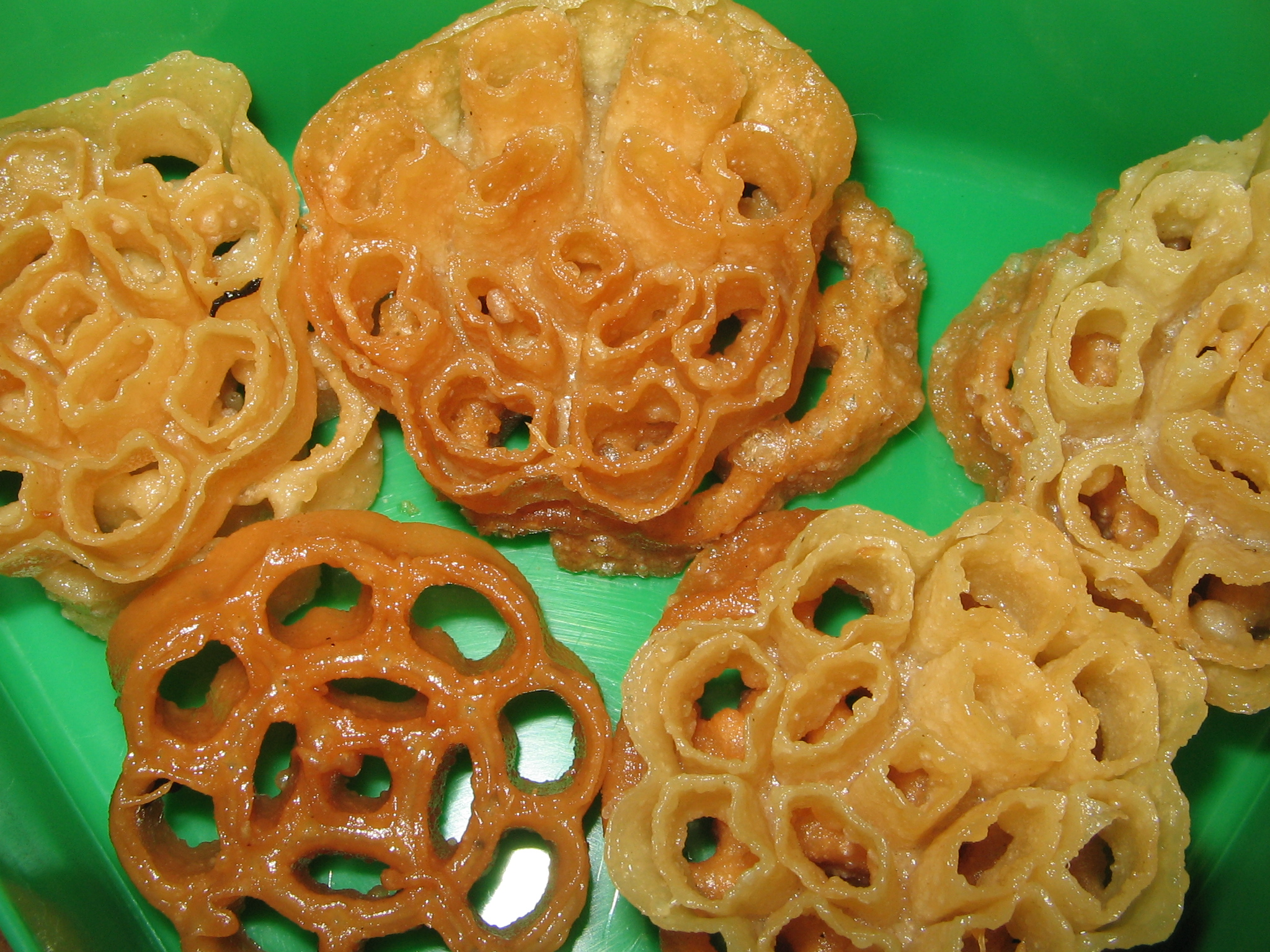
蜂巢餅

蜂巢餅或稱蜜蜂竇是一道流傳於馬來半島一帶的糕點，使用麵粉、粘米粉、雞蛋、椰漿、砂糖拌成麵糊，讓麵糊沾點在蜂巢裝的餅模模上，再放進熱油內將其炸熟，成品類似蜂巢或幾何圖案的大圓花瓣，吃起來薄而脆。雖然材料簡單且廉宜，但製作過程麻煩，需要長時間站在熱油旁，搖晃餅模直到麵糊脫落，再用筷子不停地翻動糕點的每個孔洞，讓它在熱油中定型，加上馬來西亞炎熱的氣候，製作過程非常艱辛，使得這糕點通常只有在華人的農曆新年、馬來人的開齋節或印度人的屠妖節才會見其踪影。其外型與與中國南部一帶流傳的“糖環”類似，但是製作方式並不相同。

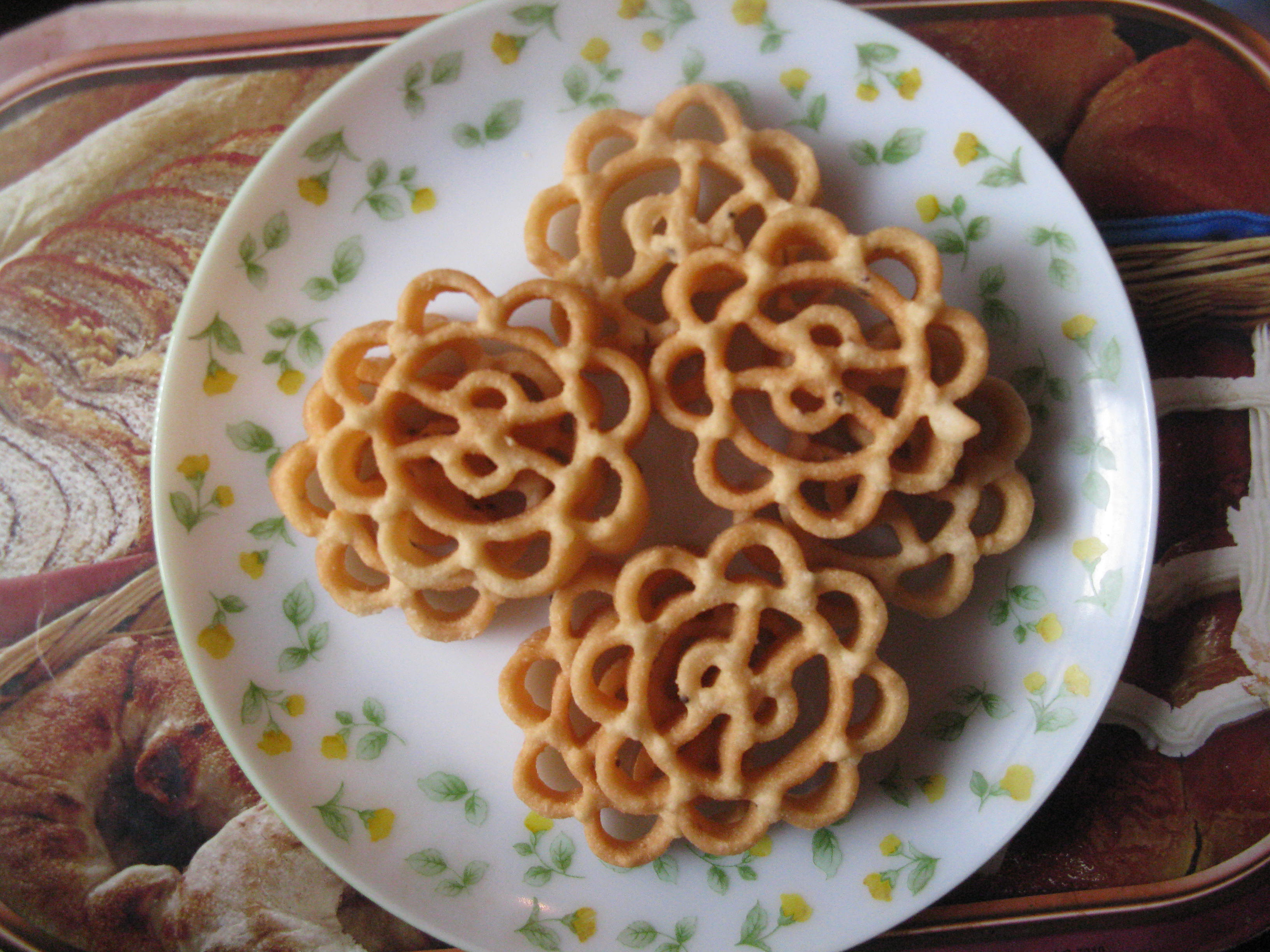
流傳於喀拉拉邦的Achappam

蜂巢餅是一道源自南印度的食品，在南印度的泰米尔纳德邦（Tamil Nadu），將其稱為“Achu Murukku”，在喀拉拉邦（Kerala）則叫做“Achappam”。後來這糕點流傳至馬來人社群，因沾麵糊下鍋油炸的模具是由黃銅（Loyang）所製，因此被稱為“黃銅餅（Kuih Loyang）”。早期土著嫁給華人成為娘惹後，開始將這道馬來食品帶入華人社會，再進行改良，成為流傳於南洋華人社會中，成為農曆新年中必備的食品之一。華人因糕點的圓盤形且充滿洞柱，而聯想成蜂窩，因此將其稱為“蜂巢餅”或“蜜蜂竇”,也有福建人將其稱為“蜂窩菊”(Pang Siu Kiok)，後來這道糕點也傳入當地的印度社區中，也成為該族群的佳節糕點之一。近年來，在馬來社區中，因有人認為其形狀類似玫瑰花，而將其稱之為“玫瑰花餅（Kuih Ros）”